# Pera Palace

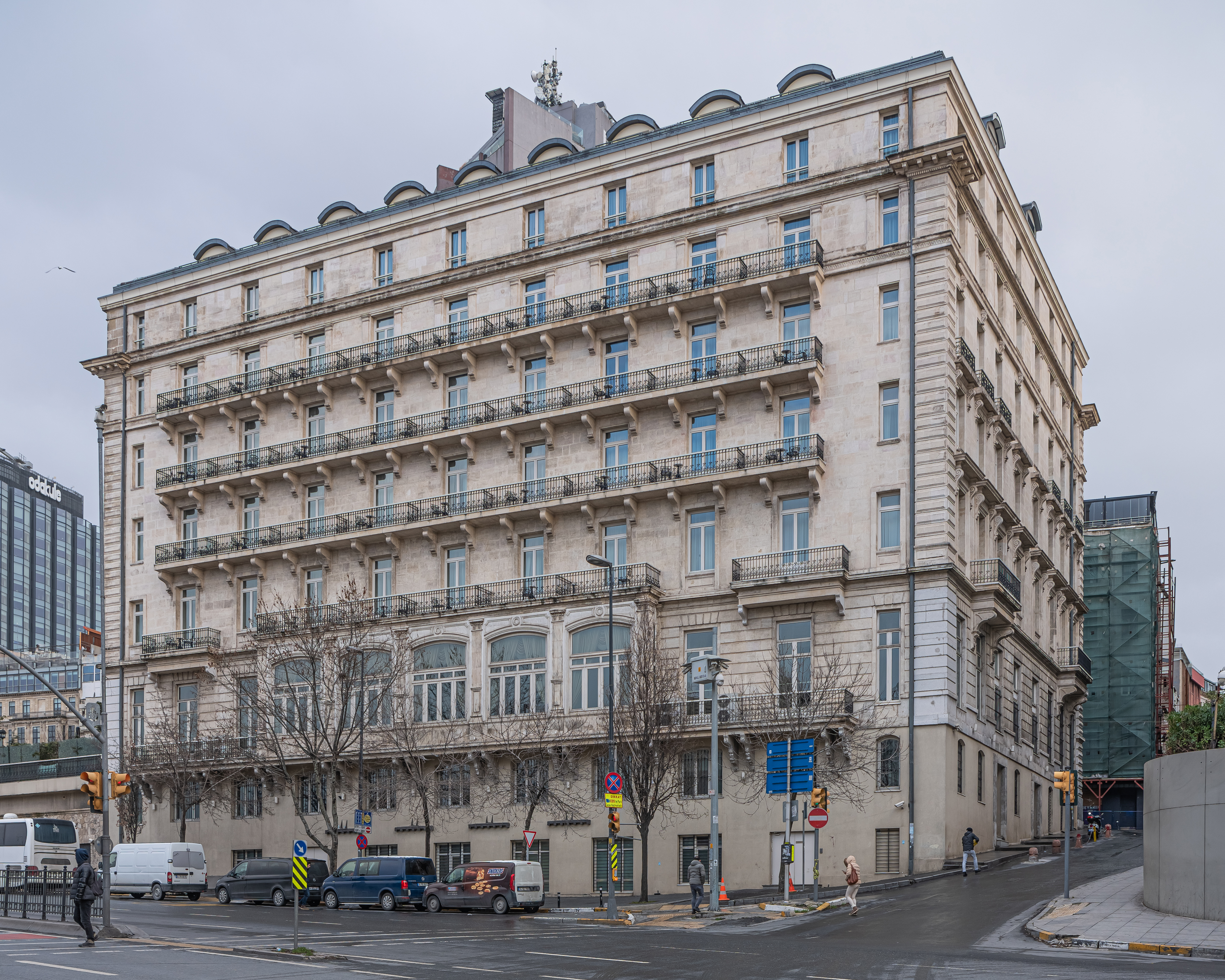
Achtergevel van het Pera Palace Hotel

Het Pera Palace Hotel is in 1892 in Istanboel gebouwd voor het onderbrengen van reizigers met de Oriënt Express. De exploitant van de Oriënt Express, CIWL, dreef het hotel tot april 1894 toen het onderdeel werd van CIWL-dochter CIGH.